# Jimmy Hastings
James Brian Gordon Hastings (n. 12 mai 1938, Aberdeen, Scoția, Regatul Unit – d. 18 martie 2024), cunoscut ca Jimmy Hastings, a fost un muzician scoțian care a făcut parte din gruparea Canterbury scene⁠(d).